# Bataille de Dalrigh
 (juin 2017).
Première guerre d'indépendance de l'Écosse
Batailles
La bataille de Dalrigh (aussi écrit Dalry ou Dail Righ) opposa le roi d'Écosse Robert Ier à ses rivaux du clan MacDougall en juillet ou août 1306 près de Dalrigh dans le Lorne.

## L'émergence des MacDougall
Alexandre MacDougall, chef du clan, avait fait une ascension spectaculaire dans la noblesse écossaise lorsque Jean Balliol, un de ses parents par alliance, accède au trône en 1292. Il combat les Anglais lorsque Balliol est renversé en 1296 et ne se soumet à Édouard Ier d'Angleterre qu'en 1304, à l'instar de son neveu John III Comyn. Il refuse de soutenir les prétentions au trône de Robert Bruce et s'allie à Édouard lorsque Comyn est assassiné froidement par Bruce le 10 février 1306.

## Déroulement de la bataille
Bruce est défait par les Anglais menés par Aymar de Valence à la bataille de Methven le 19 juin 1306. Il se réfugie en Argyll avec ses troupes.
Alors que Bruce continue sa retraite, il est intercepté par l'armée des MacDougall menée par John MacDougall, fils d'Alexandre. Conscient que l'armée anglaise le poursuit, Bruce se voit obligé d'engager le combat alors que son armée est épuisée.
John Barbour affirme que MacDougall aurait pris Bruce en embuscade, ce qui ne lui aurait pas du tout laissé le temps de se préparer. L'armée de MacDougall charge celle de Bruce tandis que les archers de MacDougall abattent les cavaliers de Bruce. James Douglas, un fidèle de Bruce, est blessé dans le combat, tandis que d'autres capitaines de Bruce sont tués dans la mêlée.
Bruce est à un moment sur le point d'être capturé par les hommes de MacDougall, alors qu'il se trouve entre la colline et le loch proche de Dalrigh. Incapable de faire demi-tour, il est secouru à temps par ses fantassins. Il s'enfuit avec les survivants peu après.

## Fuite de Bruce
Robert Bruce est réduit à vivre comme un fugitif, disparaissant également des chroniques historiques pendant plusieurs mois. Il ne réapparaît qu'en février 1307, lors de la bataille de Turnberry. Après quelques victoires encourageantes, il remporte sa première victoire décisive sur les Anglais à Loudoun Hill le 10 mai 1307.
Les MacDougall s'imposent pendant l'hiver 1306-1307 dans le Sud de l'Écosse mais la mort d'Édouard Ier en juillet 1307 les laisse sans véritable protecteur. Le conflit avec Bruce reprend en 1308 lors de la bataille de la passe de Brander.